# What About Us? (Pink-Lied)
What About Us? ist ein Lied der US-amerikanischen Popsängerin Pink aus dem Jahr 2017.

## Hintergrund
Das Lied wurde von der Interpretin selbst, Johnny McDaid und Steve McCutcheon (Steve Mac) komponiert. Mac zeichnete darüber hinaus für die Produktion verantwortlich.
Die Erstveröffentlichung von What About Us? erfolgte als Single am 10. August 2017 durch das Musiklabel RCA Records. Am 13. Oktober 2017 erschien es als Teil von Pinks siebten Studioalbum Beautiful Trauma, dessen erste Singleauskopplung es ist.

## Musikvideo
Das dazugehörige Musikvideo entstand unter der Regie von Georgia Hudson. Bis August 2023 zählte es über 347 Millionen Aufrufe auf YouTube.

## Kommerzieller Erfolg

### Chartplatzierungen
| ChartsChartplatzierungen       | Höchstplatzierung | Wochen |
| ------------------------------ | ----------------- | ------ |
| Deutschland (GfK)              | 3 (28 Wo.)        | 28     |
| Österreich (Ö3)                | 3 (21 Wo.)        | 21     |
| Schweiz (IFPI)                 | 1 (35 Wo.)        | 35     |
| Vereinigte Staaten (Billboard) | 13 (22 Wo.)       | 22     |
| Vereinigtes Königreich (OCC)   | 3 (33 Wo.)        | 33     |

| ChartsJahrescharts (2017)      | Platzierung |
| ------------------------------ | ----------- |
| Deutschland (GfK)              | 39          |
| Österreich (Ö3)                | 38          |
| Schweiz (IFPI)                 | 25          |
| Vereinigte Staaten (Billboard) | 84          |
| Vereinigtes Königreich (OCC)   | 54          |

### Auszeichnungen für Musikverkäufe
| Land/Region                  | Auszeichnungen für Musikverkäufe (Land/Region, Auszeichnung, Verkäufe) | Verkäufe  |
| ---------------------------- | ---------------------------------------------------------------------- | --------- |
| Australien (ARIA)            | 8× Platin                                                              | 560.000   |
| Belgien (BRMA)               | Platin                                                                 | 30.000    |
| Brasilien (PMB)              | 3× Platin                                                              | 120.000   |
| Dänemark (IFPI)              | Platin                                                                 | 90.000    |
| Deutschland (BVMI)           | 3× Gold                                                                | 600.000   |
| Frankreich (SNEP)            | Diamant                                                                | 333.333   |
| Italien (FIMI)               | 2× Platin                                                              | 100.000   |
| Kanada (MC)                  | 5× Platin                                                              | 400.000   |
| Mexiko (AMPROFON)            | Platin                                                                 | 60.000    |
| Neuseeland (RMNZ)            | 4× Platin                                                              | 120.000   |
| Norwegen (IFPI)              | Platin                                                                 | 60.000    |
| Österreich (IFPI)            | Gold                                                                   | 15.000    |
| Polen (ZPAV)                 | 3× Platin                                                              | 60.000    |
| Portugal (AFP)               | Gold                                                                   | 5.000     |
| Schweden (IFPI)              | 2× Platin                                                              | 160.000   |
| Schweiz (IFPI)               | 3× Platin                                                              | 60.000    |
| Spanien (Promusicae)         | Platin                                                                 | 60.000    |
| Vereinigte Staaten (RIAA)    | Platin                                                                 | 1.000.000 |
| Vereinigtes Königreich (BPI) | 3× Platin                                                              | 1.800.000 |
| Insgesamt                    | 3× Gold · 40× Platin · 1× Diamant ·                                    | 5.633.333 |

Hauptartikel: Pink (Musikerin)/Auszeichnungen für Musikverkäufe